# Okrajno sodišče v Grosupljem
Okrajno sodišče v Grosupljem je okrajno sodišče Republike Slovenije s sedežem v Grosupljem, ki spada pod Okrožno sodišče v Ljubljani Višjega sodišča v Ljubljani.